# Taher al-Masri
Taher Nashat al-Masri (arabisch طاهر المصري; * 5. März 1942 in Nablus, Palästina) ist ein jordanischer Diplomat und Politiker, der unter anderem 1991 für einige Monate Ministerpräsident von Jordanien war.

## Leben

### Abgeordneter und Botschafter
Masri, Sohn eines ägyptischen Vaters und einer libanesischen Mutter, wuchs in Nablus auf und besuchte das dortige An-Najah National College. Im Anschluss absolvierte er ein Studium der Wirtschaftswissenschaften an der University of Texas at Austin, das er 1965 mit einem Bachelor of Science (B.Sc.) beendete. Im Juli 1965 wurde er Mitglied der Zentralbank von Jordanien.
Im Mai 1973 wurde al-Masri zum Mitglied der Abgeordnetenversammlung (Maǧlis an-Nuwwāb) gewählt, der er bis November 1974 angehörte. Zugleich fungierte er von Mai 1973 bis November 1974 als Staatsminister für die besetzten Gebiete. Nach seinem Ausscheiden aus Regierung und Abgeordnetenversammlung wechselte er im Januar 1975 als Botschafter ins Außenministerium und war zunächst zwischen April 1975 und August 1978 zunächst Botschafter in Spanien. Danach fungierte er von November 1978 bis Mai 1983 als Botschafter in Frankreich und war daneben zwischen Oktober 1978 und Mai 1983 auch Ständiger Vertreter bei der UNESCO in Paris. Darüber hinaus war er zwischen Juli 1978 und Mai 1980 als diplomatischer Vertreter Jordaniens bei der EG sowie von Februar 1979 bis Mai 1980 als diplomatischer Vertreter in Belgien akkreditiert. Im Anschluss bekleidete er von Juni 1983 bis Januar 1984 den Posten als Botschafter im Vereinigten Königreich. Im Januar 1984 wurde er abermals Mitglied der Abgeordnetenversammlung und gehörte dieser bis Juli 1988 an.

### Minister und Ministerpräsident
Zugleich wurde al-Masri im Januar 1984 Außenminister im Kabinett von Ministerpräsident Ahmad Obeidat und bekleidete dieses Ministeramt bis Dezember 1988 auch im zweiten Kabinett von Ministerpräsident Zaid al-Rifai. Später war er von April bis September 1989 stellvertretender Ministerpräsident und Wirtschaftsminister im ersten Kabinett von Ministerpräsident Zaid ibn Shaker. Im November 1989 wurde er erneut Mitglied der Abgeordnetenversammlung, der nunmehr bis November 1997 angehörte. Während dieser Zeit war er zwischen November 1989 und Januar 1991 Vorsitzender des Ausschusses für auswärtige Angelegenheiten.
Im Januar 1991 übernahm er im dritten Kabinett von Mudar Badran abermals das Amt des Außenministers. Im Anschluss wurde al-Masri am 19. Juni 1991 als Nachfolger von Badran schließlich selbst Ministerpräsident, bekleidete dieses Amt aber nur fünf Monate lang bis zu seiner Ablösung durch Zaid ibn Shaker am 21. November 1991. Während seiner Amtszeit übernahm er zwischen Juni und November 1991 in seiner Regierung auch zusätzlich das Amt des Verteidigungsministers.

### Sprecher der Abgeordnetenversammlung und Präsident des Senats
Masri war von November 1992 bis Juli 1993 abermals Vorsitzender des Ausschusses für auswärtige Angelegenheiten und fungierte danach zwischen November 1993 und Oktober 1994 als Sprecher der Abgeordnetenversammlung.
Im September 1998 wurde al-Masri Mitglied des Senats (Maǧlis al-Aʿyān), des vom König ernannten Oberhauses des jordanischen Parlaments (Madschlis al-Umma). Im Dezember 2009 wurde er Präsident des Senats und übte dieses Amt bis zu seiner Ablösung durch Abdelraouf al-Rawabdeh am 24. Oktober 2013 aus.
2020 wurde ihm der japanische große Orden der Aufgehenden Sonne am Band verliehen.